# Callobius canada
Callobius canada es una especie de araña araneomorfa del género Callobius,  familia Amaurobiidae. Fue descrita científicamente por Chamberlin & Ivie en 1947.
Se distribuye por Canadá y los Estados Unidos. La especie se mantiene activa durante los meses de junio, julio, agosto y noviembre.